# Лески (Омская область)
Лески — деревня в Называевском районе Омской области. В составе Черемновского сельского поселения.

## История
Основана в 1776 г. В 1928 г. село Лески состояло из 151 хозяйства, основное население — русские. Центр Лесковского сельсовета Называевского района Омского округа Сибирского края.

## Население
| 1926 | 2002 | 2010 |
| ---- | ---- | ---- |
| 777  | ↘177 | ↘118 |